# Ruixinia
Ruixinia byl rod vývojově vyspělého sauropodního dinosaura ze skupiny Somphospondyli, který žil v období spodní křídy na území dnešní severovýchodní Číny (provincie Liao-ning). Byl tak současníkem mnoha tzv. opeřených dinosaurů a například také vzdáleně příbuzného somfospondylního sauropoda rodu Dongbeititan a Liaoningotitan.

## Objev a popis

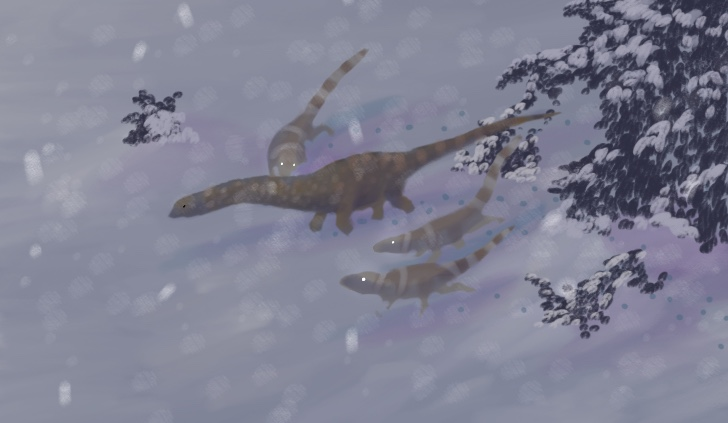
Sauropod Dongbeititan se brání útoku smečky teropodů druhu Yutyrannus huali. V zimě mohl v ekosystémech souvrství Yixian padat sníh, což bylo na poměry druhohorní éry velmi neobvyklé. V těchto ekosystémech se vyskytoval také sauropod rodu Ruixinia.

Fosilie tohoto dinosaura se dochovaly v dobré kvalitě a jeho ocasní část páteře je do značné míry kompletní (zahrnuje přinejmenším 52 obratlů). Jednalo se o menšího až středně velkého sauropoda dosahujícího délky kolem 12 metrů (z toho 4 metry připadaly na krk). Byl tak ještě o trochu menší než jeho současník Dongbeititan, žijící ve stejných ekosystémech.

## Paleoekologie
Ruixinia byla jedním z největších živočichů v ekosystémech souvrství Yixian. Výzkumy zkamenělých kmenů jehličnanů i chemická analýza izotopů kyslíku ve zdejších sedimentech dokazují, že teploty zde byly na poměry druhohorní éry velmi nízké (průměrná roční teplota dosahovala jen kolem 10 °C) a v zimě byly teploty nejspíš pod bodem mrazu. Jak se s takovými podmínkami prostředí velcí sauropodi vyrovnali, není zatím jisté. Jejich fyziologie se však s tímto problémem dokázala vypořádat.

## Zařazení
Ruixinia byla zřejmě vývojově primitivním (bazálním) zástupcem skupiny Somphospondyli a mezi nejblíže příbuzné rody patřily taxony Ruyangosaurus, Xianshanosaurus a Daxiatitan. Mohla však mít také vývojově blízko k mamenchisauridům.